# 第14軍 (ロシア内戦)
第14軍（だい14ぐん、ロシア語: 14-я армия）は、ロシア内戦中の1919年から1921年にかけて、赤軍に形成されていた編制。

## 沿革
1919年6月4日付共和国革命軍事会議指令により、第2ウクライナ・ソビエト軍から編成された。所属は当初の南部戦線から翌1920年1月10日には南西戦線へと移った。12月3日には共和国革命軍事会議指令2660/532によって南部戦線の部隊はウクライナ・クリミア軍に編入され、それに伴って第14軍もウクライナ・クリミア軍の麾下に入った。その後、第14軍は翌1921年1月5日に解体された。
1919年6月から、ドンバスと左岸ウクライナで南ロシア軍とウクライナ革命反乱軍を相手に激しい防御戦を戦った。10月から11月にはオリョール・クルスク作戦の主力としてクロームィ、ファテシュ、リゴフ、クルスクを占領。その後ハリコフ作戦にも参加し、12月から翌1920年1月にはエカテリノスラフを占領し、白軍義勇軍の主力から左翼を分断した。1月から2月にはオデッサ、チラスポリと右岸ウクライナを占領し、4月から5月にはポーランド第二共和国軍によるキエフ攻勢からウクライナ社会主義ソビエト共和国を守った。翌6月にはキエフ作戦でガイシン、ヴィーンニツァ、プロスクーロフのポーランド軍を攻撃し、7月から8月にはリヴォフ作戦にも参加してウクライナ人民共和国軍からプロスクーロフとカーメネツ・ポドリスキーを守った。

## 構成
司令官
- クリメント・ヴォロシーロフ（1919年6月7日 - 7月8日）
- セミョーン・アラロフ（1919年7月18日 - 29日、代行）
- アレクサンドル・エゴロフ（1919年7月29日 - 10月6日）
- イエロニム・ウボレヴィチ（1919年10月6日 - 1920年2月24日、4月17日 - 6月7日、11月15日 - 12月15日）
- P・K・マルムゾフ（1920年2月25日 - 4月17日）
- ミハイル・モルコチャノフ（1920年7月8日 - 9月27日）
- マトヴェイ・ヴァシレンコ（ロシア語版）（1920年9月27日 - 11月15日）
- イオナ・ヤキール（1920年12月15日 - 1921年1月6日）

革命軍事会議メンバー
- ヴァレリー・メジュラウク（ロシア語版）（1919年6月7日 - 7月28日）
- セルゲイ・ナツァレヌス（1919年6月8日 - 11月10日）
- イサーク・キジリシュテイン（ロシア語版）（1919年6月17日 - 9月15日）
- アンドレイ・ブーブノフ（ロシア語版）（1919年6月27日 - 10月10日）
- セミョーン・アラロフ（1919年7月18日 - 29日）
- N・F・プレオブラジェンスキー（1919年8月14日 - 10月24日）
- セルゴ・オルジョニキゼ（1919年10月5日 - 1920年1月26日）
- モイセイ・ルヒモヴィチ（ロシア語版）（1919年12月8日 - 1920年11月21日）
- ニコライ・ゴルブノフ（ロシア語版）（1920年6月19日 - 8月18日、臨時）
- ウラジーミル・ザトンスキー（ロシア語版）（1920年7月20日 - 10月31日）
- ピョートル・バラノフ（ru, 1920年11月17日 - 1921年1月5日）

参謀長
- ステパン・シュクリャル＝アレクシュク（1919年6月7日 - 22日）
- コンスタンチン・モニゲッチ（1919年6月22日 - 7月2日）
- P・K・マルムゾフ（1919年7月2日 - 29日）
- N・P・サポジュニコフ（1919年7月29日 - 8月27日）
- ヴァディム・ブフマン（1919年8月27日 - 10月6日、臨時）
- セルゲイ・ベジャノフ＝サクヴァレリゼ（1919年10月7日 - 26日）
- ウラジーミル・ブイミストロフ（ロシア語版）（1920年2月25日 - 4月24日、臨時）
- S・F・トレピロフスキー（1920年4月24日 - 30日、7月11日 - 12月15日、臨時）
- ミハイル・モルコチャノフ（1920年5月1日 - 7月7日）
- ウラジーミル・ストイキン（1920年12月15日 - 1921年1月1日、臨時）

部隊
- 第7狙撃師団（ロシア語版）（1919年9月 - 11月）
- 第7ウクライナ・ソビエト師団（ロシア語版）（1919年6月 - 7月）
- 第12狙撃師団（ロシア語版）（1920年11月 - 12月）
- 第24狙撃師団（ロシア語版）（1920年8月 - 11月）
- 第41狙撃師団（1919年7月 - 1920年12月）
- 第42狙撃師団（1920年1月）
- 第44狙撃師団（ロシア語版）（1920年4月 - 5月、6月）
- 第45狙撃師団（ロシア語版）（1919年11月 - 1920年3月、4月 - 5月、6月、8月 - 12月）
- 第46狙撃師団（1919年8月 - 1920年1月）
- 第47狙撃師団（1920年6月 - 7月、8月 - 12月）
- 第5狙撃師団（1919年11月 - 12月）
- 第55狙撃師団（1920年11月 - 12月）
- 第57狙撃師団（1919年7月 - 11月）
- 第58狙撃師団（ロシア語版）（1919年7月 - 8月、1920年12月）
- 第60狙撃師団（1919年8月、1920年2月 - 12月）
- ラトビア狙撃師団（1919年10月 - 1920年3月）
- エストニア狙撃師団（ロシア語版）（1919年10月）
- 赤色コサック第8騎兵師団（ロシア語版）（1919年9月 - 11月、1920年5月 - 7月、8月 - 10月）
- クリミア・ソビエト軍（ロシア語版）（6月4日 - 7月21日）